# Trachelas chubbi
Trachelas chubbi is een spinnensoort uit de familie van de Trachelidae.
De wetenschappelijke naam van de soort werd in 1921 gepubliceerd door Roger de Lessert.